# V435 Возничего
V435 Возничего (лат. V435 Aurigae), HD 246338 — двойная звезда в созвездии Возничего на расстоянии приблизительно 3239 световых лет (около 993 парсеков) от Солнца. Видимая звёздная величина звезды — от +9,02m до +8,91m. Возраст звезды оценивается как около 23,3 млн лет.

## Характеристики
Первый компонент — бело-голубая переменная Be-звезда (BE) спектрального класса B3e или B3. Масса — около 5,398 солнечных, радиус — около 9,92 солнечных, светимость — около 207,318 солнечных. Эффективная температура — около 6952 K.
Второй компонент — коричневый карлик. Масса — около 44,85 юпитерианских. Удалён на 2,624 а.е..